# La Chapelle-Gaudin
La Chapelle-Gaudin är en kommun i departementet Deux-Sèvres i regionen Nouvelle-Aquitaine i västra Frankrike. Kommunen ligger i kantonen Saint-Varent som tillhör arrondissementet Bressuire. År 2018 hade La Chapelle-Gaudin 264 invånare.

## Befolkningsutveckling
Antalet invånare i kommunen La Chapelle-Gaudin
| Referens: INSEE |